# Nikòpol
|  | Per a altres significats, vegeu «Níkopol». |

Nikòpol (búlgar: Никопол; turc otomà: Nikbuli; turc: Niğbolu; grec antic: Νικόπολις, Nikopolis; llatí: Nicopolis; català: Nicòpolis) és una ciutat del nord de Bulgària a la província de Pleven a la riba dreta del Danubi i a uns 4 km del lloc on el riu Osam desaigua al Danubi. És capçalera de la municipalitat del mateix nom a la província de Pleven. El desembre de 2009 tenia 3.892 habitants.
No ha de ser confosa amb l'antiga Nicòpolis del Danubi, que era una ciutat romana de Mèsia fundada per Trajà el 101, esmentada per primer cop el 169 o que el 250, durant la guerra gòtica fou assetjada pels gots encapçalats per Cniva. Amb la divisió de l'imperi romà va passar als romans d'Orient. Aquesta Nikopolis estava al lloc de la moderna Nikup, a la vall del Jantra, prop del mont Hermus. La Nikopolis a què es refereix aquest article fou fundada amb aquest nom per Heracli (575-652) i per evitar confusions fou coneguda com a Nikopolis Major (Nikopolis ad Istrum o ad Haemun fou coneguda llavors com a Nikopolis Minor. Les dues ciutats estaven a la vora del Danubi, però una en cada riba; Nikopolis Major estava prop del lloc de la moderna ciutat romanesa de Tornu Magurele.
Fou un dels darrers reductes del tsar Ivan Segimon del Segon Imperi Búlgar, després de la pèrdua de la seva capital Veliko Tàrnovo, fins que la ciutat fou ocupada pels otomans manats per Çandarli Alí Paixà el 1389. El 1396 s'hi va lliurar la batalla de Nicòpolis en què els hongaresos i els croats borgonyons foren derrotats pels turcs. Conseqüència de la batalla fou la conquesta de més territoris a Grècia i la submissió de Valàquia
Sota els otomans fou un centre militar i administratiu. Fou ocupada pels russos el setembre del 1810 i després altre cop el juliol del 1877 en el marc de la batalla de Nikopol; en les dues ocupacions les muralles i torres van ser destruïdes. En virtut del Tractat de Berlín (13 de juliol de 1878) fou incorporada al principat de Bulgària. El 1970 la seva població s'estimava en 5.175 habitants. El 2006 va patir serioses inundacions al desbordar-se el Danubi.